# 贝农斯
贝农斯（法語：Bénonces，法語發音：[benɔ̃s]）是法国东部安省的一个市镇，属于贝莱区。

## 地理
贝农斯（45°49'40"N, 5°28'31"E）面积15.33 平方千米，位于法国奥弗涅-罗讷-阿尔卑斯大区安省，该省份为法国东部省份，北起汝拉省，西北接索恩-卢瓦尔省，西接罗讷省和里昂大都会，南至伊泽尔省，东与萨瓦省、上萨瓦省和瑞士接壤。
与贝农斯接壤的市镇（或旧市镇、城区）包括：科南、隆普纳斯、蒙塔尼约、奥尔多纳兹、塞洛纳兹、塞里耶尔德布里奥尔、苏克兰、维勒布瓦。

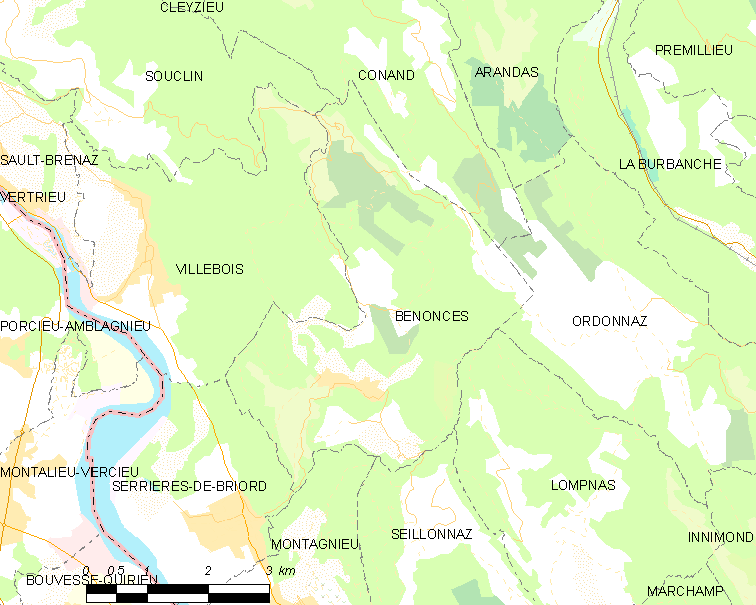
贝农斯的OSM定位图

贝农斯的时区为UTC+01:00、UTC+02:00（夏令时）。

## 行政
贝农斯的邮政编码为01470，INSEE市镇编码为01037。

## 政治
贝农斯所属的省级选区为拉尼约县、canton of Lhuis。

## 人口

1962-2008年间贝农斯人口变化图示

贝农斯于2022年1月1日时的人口数量为311人。